# 노시로시
노시로시(일본어: 能代市)는 일본 아키타현 북부에 위치하고 동해와 접한 시이다.
노시로 공업 고등학교의 농구에서의 활약이 유명하며 1989년도부터 농구 도시 조성 사업에 임하고 있다. 구 노시로시는 2006년 3월 21일에 후타쓰이정과 신설 합병해 새로운 노시로시가 되었다.

## 지리
대부분은 노시로 평야에 속하는 평탄지이지만 미타네정과의 경계 부근이나 해안부에는 구릉이 있다. 또 동부는 요네시로강 유역을 제외하고는 산지이다.

## 인접하는 자치체
- 기타아키타시
- 야마모토군 후지사토정, 미타네정, 핫포정
- 기타아키타군 가미코아니촌

## 역사
노시로가 처음으로 문헌에 등장한 것은 658년 아베노 히라후가 에조 정벌을 위해 '누시로'(渟代)에 상륙한 일로 이는 일본서기에 기록되어 있다. 또 771년에는 '노시로 항'(野代湊)에 발해의 사절이 내항했고 1704년에는 현재의 '노시로'(能代)로 개칭했다는 기록이 있다.
- 1940년 9월 26일 - 야마모토군 노시로미나토정, 시노노메촌, 사카키촌이 합병해 노시로시가 설치되었다.
- 1942년 4월 1일 - 야마모토군 오기후치촌을 노시로시에 편입하였다.
- 1955년 4월 1일 - 야마모토군 히야마정, 쓰루가타촌, 아사나이촌, 도키와촌을 노시로시에 편입하였다.
- 2006년 3월 21일 - 노시로시와 후타쓰이정이 합병해 새로운 노시로시가 성립하였다.

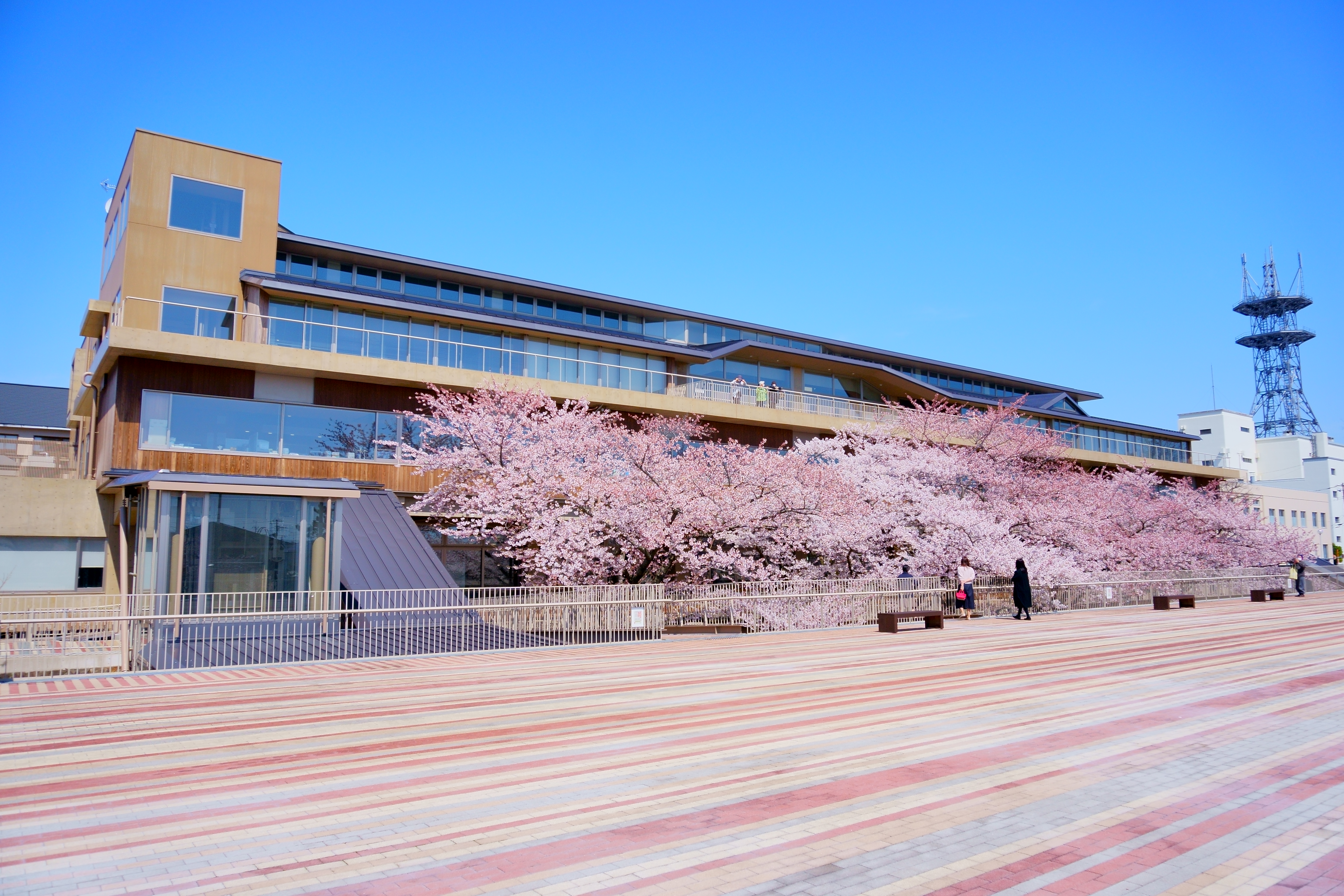
노시로시청

## 교통

### 철도
- 동일본 여객철도
  - 오우 본선
  - 고노선

### 도로
- 아키타 자동차도
- 국도 7호선
- 국도 101호선

## 인구
| 연도 | 인구 | ±% p.a. |
| --- | --- | ------- |
| 1960 | 82,722 | —       |
| 1970 | 77,011 | −0.71%  |
| 1980 | 76,028 | −0.13%  |
| 1990 | 69,516 | −0.89%  |
| 2000 | 65,237 | −0.63%  |
| 2010 | 59,095 | −0.98%  |
| 이 그래프는 더 이상 지원되지 않는 레거시 그래프 확장 기능 을 사용하고 있습니다. 새로운 차트 확장 기능 으로 변환해야 합니다. | |         |
| | 이 그래프는 더 이상 지원되지 않는 레거시 그래프 확장 기능을 사용하고 있습니다. 새로운 차트 확장 기능으로 변환해야 합니다. |         |

|                                              | |
| 노시로시의 전국의 연령별 인구 분포（2005년） | 노시로시의 연령·남녀별 인구 분포（2005년）                                                                                |
| ■자주색 ― 노시로시 ■녹색 ― 일본전국          | ■파랑색 ― 남자 ■빨간색 ― 여자                                                                                             |
| · 노시로시（에 해당되는 지역）의 인구추이    | |
| 일본 총무성 통계국 국세조사 결과             | |
|                                              | 이 그래프는 더 이상 지원되지 않는 레거시 그래프 확장 기능을 사용하고 있습니다. 새로운 차트 확장 기능으로 변환해야 합니다. |

## 기후
| 노시로시의 기후                                              | 노시로시의 기후 | 노시로시의 기후 | 노시로시의 기후 | 노시로시의 기후 | 노시로시의 기후 | 노시로시의 기후 | 노시로시의 기후 | 노시로시의 기후 | 노시로시의 기후 | 노시로시의 기후 | 노시로시의 기후 | 노시로시의 기후 | 노시로시의 기후 |
| 월                                                           | 1월             | 2월             | 3월             | 4월             | 5월             | 6월             | 7월             | 8월             | 9월             | 10월            | 11월            | 12월            | 연간            |
| ------------------------------------------------------------ | --------------- | --------------- | --------------- | --------------- | --------------- | --------------- | --------------- | --------------- | --------------- | --------------- | --------------- | --------------- | --------------- |
| 역대 최고 기온 °C (°F)                                       | 11.4 (52.5)     | 18.3 (64.9)     | 19.8 (67.6)     | 27.1 (80.8)     | 30.7 (87.3)     | 33.1 (91.6)     | 36.8 (98.2)     | 39.1 (102.4)    | 37.7 (99.9)     | 27.2 (81.0)     | 23.5 (74.3)     | 16.1 (61.0)     | 39.1 (102.4)    |
| 일평균 최고 기온 °C (°F)                                     | 2.9 (37.2)      | 3.7 (38.7)      | 7.5 (45.5)      | 13.6 (56.5)     | 19.1 (66.4)     | 23.2 (73.8)     | 26.7 (80.1)     | 28.7 (83.7)     | 24.9 (76.8)     | 18.5 (65.3)     | 11.9 (53.4)     | 5.7 (42.3)      | 15.5 (60.0)     |
| 일일 평균 기온 °C (°F)                                       | 0.2 (32.4)      | 0.6 (33.1)      | 3.6 (38.5)      | 9.0 (48.2)      | 14.5 (58.1)     | 18.9 (66.0)     | 22.8 (73.0)     | 24.3 (75.7)     | 20.2 (68.4)     | 13.9 (57.0)     | 7.9 (46.2)      | 2.6 (36.7)      | 11.5 (52.8)     |
| 일평균 최저 기온 °C (°F)                                     | −2.5 (27.5)     | −2.4 (27.7)     | 0.0 (32.0)      | 4.4 (39.9)      | 10.3 (50.5)     | 15.2 (59.4)     | 19.6 (67.3)     | 20.6 (69.1)     | 16.1 (61.0)     | 9.7 (49.5)      | 4.1 (39.4)      | −0.3 (31.5)     | 7.9 (46.2)      |
| 역대 최저 기온 °C (°F)                                       | −12.4 (9.7)     | −12.4 (9.7)     | −10.5 (13.1)    | −4.5 (23.9)     | 0.0 (32.0)      | 5.8 (42.4)      | 11.5 (52.7)     | 12.4 (54.3)     | 6.1 (43.0)      | 1.4 (34.5)      | −4.1 (24.6)     | −8.8 (16.2)     | −12.4 (9.7)     |
| 평균 강수량 mm (인치)                                        | 114.8 (4.52)    | 86.0 (3.39)     | 79.5 (3.13)     | 86.3 (3.40)     | 105.5 (4.15)    | 100.2 (3.94)    | 162.5 (6.40)    | 155.9 (6.14)    | 154.6 (6.09)    | 147.7 (5.81)    | 157.5 (6.20)    | 143.9 (5.67)    | 1,494.4 (58.83) |
| 평균 강설량 cm (인치)                                        | 129 (51)        | 106 (42)        | 30 (12)         | 1 (0.4)         | 0 (0)           | 0 (0)           | 0 (0)           | 0 (0)           | 0 (0)           | 0 (0)           | 5 (2.0)         | 66 (26)         | 337 (133)       |
| 평균 강수일수 (≥ 1.0 mm)                                     | 20.8            | 17.8            | 14.7            | 11.1            | 10.7            | 9.7             | 11.2            | 10.3            | 11.6            | 14.1            | 17.4            | 21.6            | 171             |
| 평균 강설일수 (≥ 3 cm)                                       | 16.2            | 14.4            | 3.8             | 0.1             | 0               | 0               | 0               | 0               | 0               | 0               | 0.7             | 8.2             | 43.4            |
| 평균 월간 일조시간                                           | 32.9            | 60.6            | 128.7           | 185.0           | 191.4           | 184.4           | 157.9           | 194.7           | 168.5           | 145.2           | 82.7            | 41.6            | 1,572.5         |
| 출처: 일본 기상청 (평년값: 1991년~2020년, 극값: 1976년~현재) |                 |                 |                 |                 |                 |                 |                 |                 |                 |                 |                 |                 |                 |

## 자매 도시
- 미국 알래스카주 랭겔(1960년 12월 16일)